# Всякие картинки
«Всякие картинки» (укр. Всякі ілюстрації) — 5-ий альбом гурту «Посев», проте перший, який зберігся до наших днів. Хоча офіційною датою виходу альбому вважається 1984 рік, випущений він був в 2023 «Выргородом» за допомогою Наталії Чумакової. Спочатку альбом не поширювався взагалі. Випущений поряд з «Дождь в казарме» у 2023 році на лейблі «Выргород».

## Текст на буклеті
Записано літом 1984 р. в Омську
Слова і музика: Єгор Лєтов, окрім 3 — Aaron «Pinetop» Sparks, Milton Sparks
Егор «Дохлый» Летов — голос, бас
Андрій «Босс» Бабенко — електрогітара
Євгеній «Джон» Деєв — бас

## Список композицій
Назви деяких пісень умовні, оскільки оригінальні назви були втрачені.
| #  | Назва                          | Автор                                    | Тривалість |
| -- | ------------------------------ | ---------------------------------------- | ---------- |
| 1. | «Ветер с гор (Страна дураков)» | Єгор Лєтов, Андрій Бабенко, Євгеній Деєв | 3:05       |
| 2. | «Шизанувшийся рокер»           | Єгор Лєтов, Андрій Бабенко, Євгеній Деєв | 3:07       |
| 3. | «Everyday I Have The Blues»    | Aaron «Pinetop» Sparks, Milton Sparks    | 8:10       |
| 4. | «Картинки № 1 (Игрушки)»       | Єгор Лєтов, Андрій Бабенко, Євгеній Деєв | 7:16       |
| 5. | «Отпечаток руки»               | Єгор Лєтов, Андрій Бабенко, Євгеній Деєв | 8:17       |
| 6. | «Инструментал»                 | Єгор Лєтов, Андрій Бабенко, Євгеній Деєв | 8:28       |
| 7. | «Вальс»                        | Єгор Лєтов, Андрій Бабенко, Євгеній Деєв | 7:37       |

## Демо-версії пісеньГражданской обороны
Оскільки «Посев» — це перший проект Єгора Лєтова, то декілька пісень з саме цього альбому є демо-версіями або дуже ранніми літераціями пісень "ГО", а саме це: "Ветер с гор",  "Картинки № 1 (Игрушки)", "Инструментал", "Вальс".
Почнемо з першої пісні, "Ветер с гор" є дуже ранньою версією всім відомої пісні із альбому ГО "Тоталитаризм " під назвою "Страна дураков" (також представлена в альбомі ГО "Psychedelia Today " з трішки видозміненим текстом).
А щодо "Картинки № 1 (Игрушки)" дещо цікавіше. Ця пісня також була у вищезгаданому альбомі ГО під назвою "Возвращение". А в 1987 році вона була перезаписана з іншим текстом і назвою "Среди заражённого логикой мира" в альбомі ГО "Красный альбом". Саме уривок "Посевовской" версії цієї пісні було продемонстровано в напівофіційному магнітоальбомі ГО 1989-го року "Посев", проте вона відрізняється від цієї показаної в цьому альбомі, а саме гітарі з ефектом "квакушки".
"Инструментал" — дана композиція видавалась вже офіційно у всіх виданнях "Посева (альбому ГО)" та мала текст, назву "Проглаженный железным утюгом".
"Вальс" має дещо схожу історію з "Среди заражённого логикой мира", бо також видалась в магнітоальбомі двома уривками під назвами "Как бы я хотел помереть", "Смех из-под земли"..

## Цитата щодо видання
Як зазначила Наталія Чумакова:
 .
Історія видання ранніх записів Егора дуже довга, так що начну здалека.
У 2005 році ми з Єгором прийняли оцифрувати магнітофонні катушки, які зберігалися в архіві «ГрОб-Рекордс». Займалися майже виключно невідомими записами, реставрували, обробляли і зводили заново ранні альбоми Егора і «Громадської Оборони», плюс оригінальні альбоми Янки. Це сталося завдяки тому, що видавництво «Містерія звуку» запропонувало видати наш бек-каталог. До речі, величезне їм за це спасибі — хто знає, зібрався би Єгор зробити це сам, без умовлень. Ось, ми оживили на світ старенький «Олімп», Єгор озброївся ватою і рідиною для протидії механізмів, я зібралася з духом і сіла за комп'ютер на довгі тижні.
Котушки, за малим винятком, не підписали. Десь прямо на одній стрічці моно перемежувалося зі стерео. Всі записи зроблені поверх якого-небудь класичного року, чому і досі знаходяться у мене в папках Bob Marley, Genesis та інші. Якість при цьому здавалося, на перший погляд, не таким катастрофічним. Бентежило лише те, що Єгор за життя їх видавати не збирався — говорив лише про можливу збірку. У роздумах на цю тему я провела багато років.
Зрештою, стало зрозуміло, що настав час уже щось із цим вирішувати. Я й вирішила — реставрувати все поспіль, а там буде видно.
Почала з двох альбомів, які були підписані і навіть мали щось на кшталт трек-листа, причому розпис був явно пізнішої якості і чомусь не включав однієї пісні. Це були «Всякие картинки» та «Дождь в казарме».
Боже, що за покарання. Ніяк не думала, що виявиться ТАК складно. На другий, восьмий і нескінченна кількість подальших спроб це виявилося суцільним нещастям. Єгор заразив мене перфекціонізмом, і зробити аби як було неможливо. Ситуація ускладнилася тим, що видавці наполягали на випуску всього й одразу, тому два готові альбоми лягли на полицю. Далі справа пішла тільки гірше: я бралася то за одну, то за іншу оцифровку, і щоразу з жахом кидала. Як правило, вже на середині першого треку ставало зрозуміло, що працювати з цим може потрапити в клініку нервових розладів. Тоді на допомогу прийшов мій товариш Сергій Сиров. Він максимально дбайливо перегнав знову всі плівки у високій роздільній здатності і на кращій техніці. Тепер можна було розпочати справу заново. Але було втрачено багато часу. Чи добре, чи погано, але роботі пішов уже третій рік.
Дивлячись на те, якими темпами рухається ця затія, я почала розуміти, що до виходу всього масиву цілком хтось може і не дожити. Вдалося спільними зусиллями умовити хлопців розпочати випуск дисків по одному. Якісь неочевидні перепони виникли з оформленням… Зараз пишу це, і, як і раніше, боюся наврочити.
Тепер конкретно про перші альбоми, що випускаються.
«Всякие картинки» та «Дождь в казарме» знаходилися на двох сторонах стрічки «Тасма», була така, поганезна, одна з найгірших у Союзі. Її відмінна властивість — огидний скрип, який з'являється при відтворенні після декількох років зберігання. І це при ціні вісім з гаком рублів! До цього там були записані Bob Marley та Grateful Dead. На відміну від інших, плівка не піддалася повторній оцифровці, довелося використовувати первісну.
Відомості про запис довелося збирати по крихтах. Опиралися на різні джерела, переважно на власне єгорівські описи даних опусів. Для деяких треків назви довелося придумувати. Я спиралася на те, що в зошитах з віршами деякі з циклів іменувалися «картинками» (наприклад, «Предновогодние картинки»), та й сама назва альбому підштовхнула називати так треки, складені з кількох віршів — за аналогією, наприклад, з пронумерованими «Метаморфозами».
Єгор явно вагався, як саме має іменуватися група: зустрічаються написання «Посев», Possev і навіть The Possev на одній з коробок. Ми вирішили взяти два варіанти для оформлення. Є ще цікавий факт: до народження «Громадянської оборони» і, відповідно, «Гроб-Records» домашня студія Єгора носила ім'я «Maidan Records», хоч би що це не означало.
Якби ми тоді оцифрували ці записи разом, Єгор хоч би щось розповів про них, і тепер було б не так складно розібратися. Поки що я продовжую роботу, сподіваючись хоч колись з нею розквитатися.
— Наталія Чумакова, 08.09.2023